# Livia de vectigalibus
La lex Livia de vectigalibus va ser una llei romana establerta a proposta del tribú de la plebs Marc Livi Drus. Aquesta llei es va aprovar. Ordenava dispensar als plebeus necessitats de les vectigàlies (taxes) degudes en virtut de la llei Sempronia agraria.